# Il mondo di Yor
Il mondo di Yor (bra Yor - O Caçador do Futuro) é um filme ítalo-franco-turco de 1983, dos gêneros fantasia e ficção científica, dirigido por Antonio Margheriti (creditado como Anthony M. Dawson), com roteiro de Robert D. Bailey e do próprio diretor baseado nas histórias em quadrinhos de Ray Collins e Juan Zanotto.